# Trzeci gabinet Alfreda Deakina
Trzeci gabinet Alfreda Deakina – szósty gabinet federalny w historii Australii, urzędujący od 12 grudnia 1906 do 13 listopada 1908. W wielu opracowaniach jest opisywany jako jedna całość z bezpośrednio poprzedzającym go drugim gabinetem Deakina (stosuje się wówczas najczęściej określenie „druga kadencja Deakina”, mając na myśli, iż w latach 1905–1908 polityk ten po raz drugi był premierem Australii). Za początek istnienia trzeciego gabinetu Deakina uznaje się wybory z grudnia 1906 roku. Partia Protekcjonistyczna, której liderem był premier, zajęła w nich dopiero trzecie miejsce, za Partią Antysocjalistyczną i Australijską Partią Pracy (ALP). Mimo to - dzięki nieformalnemu poparciu udzielanemu Deakinowi przez deputowanych ALP - szef rządu utrzymał się na stanowisku. Jednym z powodów takiej postawy ALP, poza podobieństwami programowymi i głęboką niechęcią do antysocjalistów, była bardzo duża osobista popularność premiera, na której spadek nie wpłynęło nawet pogorszenie notowań jego partii.
Ze względu na układ sił w parlamencie, przez cały okres swego urzędowania gabinet miał charakter mniejszościowy, zaś jego istnienie zależało od poparcia lewicy. W listopadzie 1908 ALP - choć również nie dysponowała parlamentarną większością - postanowiła przejąć stery władzy. W tym celu doprowadziła do obalenia w Izbie Reprezentantów gabinetu Deakina i sformowała własny, kierowany przez swego lidera Andrew Fishera.

## Skład gabinetu
| stanowisko                                     | członek gabinetu | od               | do                |
| ---------------------------------------------- | ---------------- | ---------------- | ----------------- |
| premier                                        | Alfred Deakin    | 12 grudnia 1906  | 13 listopada 1908 |
| minister spraw zagranicznych                   | Alfred Deakin    | 12 grudnia 1906  | 13 listopada 1908 |
| minister skarbu                                | John Forrest     | 12 grudnia 1906  | 30 lipca 1907     |
| minister skarbu                                | William Lyne     | 30 lipca 1907    | 13 listopada 1908 |
| prokurator generalny                           | Littleton Groom  | 12 grudnia 1906  | 13 listopada 1908 |
| minister spraw wewnętrznych                    | Thomas Ewing     | 12 grudnia 1906  | 24 stycznia 1907  |
| minister spraw wewnętrznych                    | John Keating     | 24 stycznia 1907 | 13 listopada 1908 |
| minister handlu i ceł                          | William Lyne     | 12 grudnia 1906  | 30 lipca 1907     |
| minister handlu i ceł                          | Austin Chapman   | 30 lipca 1907    | 13 listopada 1908 |
| minister obrony                                | Thomas Playford  | 12 grudnia 1906  | 24 stycznia 1907  |
| minister obrony                                | Thomas Ewing     | 24 stycznia 1907 | 13 listopada 1908 |
| minister poczty                                | Austin Chapman   | 12 grudnia 1906  | 30 lipca 1907     |
| minister poczty                                | Samuel Mauger    | 30 lipca 1907    | 13 listopada 1908 |
| wiceprzewodniczący Federalnej Rady Wykonawczej | John Keating     | 12 grudnia 1906  | 20 lutego 1907    |
| wiceprzewodniczący Federalnej Rady Wykonawczej | Robert Best      | 20 lutego 1907   | 13 listopada 1908 |
| minister bez teki                              | Samuel Mauger    | 12 grudnia 1906  | 30 lipca 1907     |
| minister bez teki                              | James Hume Cook  | 28 stycznia 1908 | 13 listopada 1908 |